# Dom Zabaw Ludwika Geyera w Łodzi
Dom Zabaw Ludwika Geyera – willa Ludwika Geyera znajdująca się w Łodzi przy ul. Piotrkowskiej 280, znana jako „dom zabaw”. Willa została wpisana do rejestru zabytków nieruchomych województwa łódzkiego 29 lipca 2009, z numerem A/82, oraz do Gminnej Ewidencji Zabytków miasta Łodzi, z numerem 1118.

## Historia
Budynek został wzniesiony w 1840 roku przez Ludwika Geyera. Był to jednopiętrowy murowany budynek fabryczny kryty gontem, który na parterze miał jedną, a na piętrze dwie izby. W latach 40. XIX wieku na parterze mieściła się blacharnia, tokarnia i ślusarnia, a na piętrze warsztaty stolarskie. Budynek był wykorzystywany na bale karnawałowe, przyjęcia oraz przedstawienia. Na piętrze była m.in. sala taneczna z estradą. Występowały tu m.in. trupy teatralne Pietrzykowskiego (1846), Raszewskiego (1848), a także koncertowały chóry i orkiestry wspierane przez fundatora obiektu.
Pod koniec lat 50. XIX wieku budynek został przystosowany do celów mieszkalnych. Po sprzedaży przez Ludwika Geyera w 1860 roku pałacu przy Górnym Rynku w dawnym „domu zabaw” mieszkali: Gustaw Geyer (syn Ludwika) i Robert Geyer (wnuk), który został w 1939 roku w willi zastrzelony przez Gestapo.